# Rally van Mexico 2006
De Rally van Mexico 2006, formeel 20º Corona Rally México, was de 20e editie van de Rally van Mexico en de derde ronde van het wereldkampioenschap rally in 2006. Het was de 410e rally in het wereldkampioenschap rally die georganiseerd wordt door de Fédération Internationale de l'Automobile (FIA). De start en finish was in León.

## Programma
| Etappe | Datum            | Klassementsproeven | Competitieve afstand |
| ------ | ---------------- | ------------------ | -------------------- |
| 1      | Vrijdag 3 maart  | 7                  | 150,20 kilometer     |
| 2      | Zaterdag 4 maart | 7                  | 148,92 kilometer     |
| 3      | Zondag 5 maart   | 3                  | 60,42 kilometer      |
|        |                  |                    |                      |
| Totaal | Totaal           | 17                 | 359,54 kilometer     |

## Resultaten
| Algemene top tien | Algemene top tien | Algemene top tien      | Algemene top tien         | Algemene top tien | Algemene top tien | Algemene top tien | Algemene top tien |
| Pos.              | #                 | Rijder                 | Auto                      | Gr/kl             | Tijd              | Eerste            | Punten            |
| Pos.              | #                 | Navigator              | Inschrijving              | C                 | Straftijd         | Vorige            | Punten            |
| ----------------- | ----------------- | ---------------------- | ------------------------- | ----------------- | ----------------- | ----------------- | ----------------- |
| 1.                | 1                 | Sébastien Loeb         | Citroën Xsara WRC         | A8                | 3:47:08,8         | 0:00              | 10                |
| 1.                | 1                 | Daniel Elena           | Kronos Total Citroën WRT  | C                 |                   | =                 | 10                |
| 2.                | 5                 | Petter Solberg         | Subaru Impreza S12 WRC 06 | A8                | 3:47:57,7         | + 48,9            | 8                 |
| 2.                | 5                 | Phil Mills             | Subaru World Rally Team   | C                 |                   | + 48,9            | 8                 |
| 3.                | 7                 | Manfred Stohl          | Peugeot 307 WRC           | A8                | 3:51:47,9         | + 4:39,1          | 6                 |
| 3.                | 7                 | Ilka Minor             | OMV Peugeot Norway        | C                 |                   | + 3:50,2          | 6                 |
| 4.                | 14                | Daniel Sordo           | Citroën Xsara WRC         | A8                | 3:52:36,5         | + 5:27,7          | 5                 |
| 4.                | 14                | Marc Martí             | Daniel Sordo              | A8                |                   | + 48,6            | 5                 |
| 5.                | 8                 | Henning Solberg        | Peugeot 307 WRC           | A8                | 3:59:44,2         | + 12:35,4         | 4                 |
| 5.                | 8                 | Cato Menkerud          | OMV Peugeot Norway        | C                 | 0:10              | + 7:07,7          | 4                 |
| 6.                | 15                | Gareth MacHale         | Ford Focus RS WRC 04      | A8                | 4:03:11,1         | + 16:02,3         | 3                 |
| 6.                | 15                | Paul Nagle             | Gareth MacHale            | A8                |                   | + 3:26,9          | 3                 |
| 7.                | 6                 | Chris Atkinson         | Subaru Impreza S12 WRC 06 | A8                | 4:07:48,3         | + 20:39,5         | 2                 |
| 7.                | 6                 | Glenn MacNeall         | Subaru World Rally Team   | C                 | 1:40              | + 4:37,2          | 2                 |
| 8.                | 3                 | Marcus Grönholm        | Ford Focus RS WRC 06      | A8                | 4:08:53,0         | + 21:44,2         | 1                 |
| 8.                | 3                 | Timo Rautiainen        | BP Ford World Rally Team  | C                 |                   | + 1:04,7          | 1                 |
| 9.                | 31                | Toshi Arai             | Subaru Impreza WRX STi    | N4                | 4:09:43,4         | + 22:34,6         |                   |
| 9.                | 31                | Tony Sircombe          | Subaru Team Arai          | N4                |                   | + 50,4            |                   |
| 10.               | 39                | Nasser Al-Attiyah      | Subaru Impreza WRX STi    | N4                | 4:10:32,3         | + 23:23,5         |                   |
| 10.               | 39                | Chris Patterson        | QMMF                      | N4                |                   | + 48,9            |                   |
| DNF top tien      |                   |                        |                           |                   |                   |                   |                   |
| Pos.              | #                 | Rijder                 | Auto                      | Gr/kl             | KP                | Reden             | Reden             |
| Pos.              | #                 | Navigator              | Inschrijving              | C                 | KP                | Reden             | Reden             |
| DNF               | 2                 | Xavier Pons            | Citroën Xsara WRC         | A8                | 7                 | Motor             | Motor             |
| DNF               | 2                 | Carlos del Barrio      | Kronos Total Citroën WRT  | C                 | 7                 | Motor             | Motor             |
| EX                | 16                | Ricardo Triviño        | Peugeot 206 WRC           | A8                | 17                | Uitgesloten       | Uitgesloten       |
| EX                | 16                | Salom Checo            | Ricardo Triviño           | A8                | 17                | Uitgesloten       | Uitgesloten       |
| EX                | 33                | Fumio Nutahara         | Mitsubishi Lancer Evo IX  | N4                | 7                 | Uitgesloten       | Uitgesloten       |
| EX                | 33                | Daniel Barritt         | Advan-Piaa Rally Team     | N4                | 7                 | Uitgesloten       | Uitgesloten       |
| DNF               | 34                | Sebastián Beltran      | Mitsubishi Lancer Evo IX  | N4                | 8                 | Ongeluk           | Ongeluk           |
| DNF               | 34                | Ricardo Rojas          | Sebastián Beltran         | N4                | 8                 | Ongeluk           | Ongeluk           |
| DNF               | 35                | Gabriel Pozzo          | Mitsubishi Lancer Evo IX  | N4                | 8                 | Differentieel     | Differentieel     |
| DNF               | 35                | Daniel Stillo          | Gabriel Pozzo             | N4                | 8                 | Differentieel     | Differentieel     |
| DNF               | 74                | Luis Armando Rodriguez | Peugeot 206 XS            | A6                | 8                 | Mechanisch        | Mechanisch        |
| DNF               | 74                | Fabian Islas           | Luis Armando Rodriguez    | A6                | 8                 | Mechanisch        | Mechanisch        |

| PWRC top drie | PWRC top drie     | PWRC top drie |
| Pos.          | Rijder            | Pnt.          |
| ------------- | ----------------- | ------------- |
| 1             | Toshi Arai        | 10            |
| 2             | Nasser Al-Attiyah | 8             |
| 3             | Mirco Baldacci    | 6             |

## Statistieken

#### Klassementsproeven
| Etappe | Datum   | KP | Starttijd | Naam                  | Lengte   | Snelste rijder | Tijd    | Gem. snelheid | Rallyleider    |
| ------ | ------- | -- | --------- | --------------------- | -------- | -------------- | ------- | ------------- | -------------- |
| 1      | 3 maart | 1  | 9:37      | Ibarrilla 1           | 22,41 km | Petter Solberg | 13:17,3 | 101,19 km/u   | Petter Solberg |
| 1      | 3 maart | 2  | 11:00     | Guanajuato 1          | 28,87 km | Petter Solberg | 16:56,4 | 102,26 km/u   | Petter Solberg |
| 1      | 3 maart | 3  | 11:51     | El Cubilete 1         | 21,61 km | Petter Solberg | 12:06,8 | 107,04 km/u   | Petter Solberg |
| 1      | 3 maart | 4  | 14:28     | Ibarrilla 2           | 22,41 km | Petter Solberg | 13:17,0 | 101,22 km/u   | Petter Solberg |
| 1      | 3 maart | 5  | 15:51     | Guanajuato 2          | 28,87 km | Sébastien Loeb | 16:33,9 | 104,57 km/u   | Petter Solberg |
| 1      | 3 maart | 6  | 16:42     | El Cubilete 2         | 21,61 km | Sébastien Loeb | 11:45,4 | 110,29 km/u   | Petter Solberg |
| 1      | 3 maart | 7  | 19:17     | Nextel Superspecial 1 | 4,42 km  | Manfred Stohl  | 3:21,6  | 78,93 km/u    | Petter Solberg |
|        |         |    |           |                       |          |                |         |               | Petter Solberg |
| 2      | 4 maart | 8  | 10:08     | El Zauco 1            | 25,23 km | Sébastien Loeb | 16:30,4 | 91,71 km/u    | Sébastien Loeb |
| 2      | 4 maart | 9  | 11:26     | Duarte 1              | 23,75 km | Petter Solberg | 18:07,4 | 78,63 km/u    | Petter Solberg |
| 2      | 4 maart | 10 | 12:17     | Derramadero 1         | 23,27 km | Sébastien Loeb | 14:03,6 | 99,30 km/u    | Petter Solberg |
| 2      | 4 maart | 11 | 15:10     | El Zauco 2            | 25,23 km | Sébastien Loeb | 16:21,4 | 92,55 km/u    | Petter Solberg |
| 2      | 4 maart | 12 | 16:28     | Duarte 2              | 23,75 km | Sébastien Loeb | 17:44,0 | 78,63 km/u    | Sébastien Loeb |
| 2      | 4 maart | 13 | 17:49     | Derramadero 2         | 23,27 km | Sébastien Loeb | 13:50,1 | 100,92 km/u   | Sébastien Loeb |
| 2      | 4 maart | 14 | 19:49     | Nextel Superspecial 2 | 4,42 km  | Sébastien Loeb | 3:21,7  | 78,89 km/u    | Sébastien Loeb |
|        |         |    |           |                       |          |                |         |               | Sébastien Loeb |
| 3      | 5 maart | 15 | 8:28      | León                  | 37,99 km | Sébastien Loeb | 25:32,1 | 89,27 km/u    | Sébastien Loeb |
| 3      | 5 maart | 16 | 10:11     | Silao                 | 18,01 km | Petter Solberg | 10:20,8 | 104,44 km/u   | Sébastien Loeb |
| 3      | 5 maart | 17 | 11:26     | Nextel Superspecial 3 | 4,42 km  | Manfred Stohl  | 3:17,0  | 80,77 km/u    | Sébastien Loeb |

| KP overwinningen | KP overwinningen |
| Rijder           | Aantal           |
| ---------------- | ---------------- |
| Sébastien Loeb   | 9                |
| Petter Solberg   | 6                |
| Manfred Stohl    | 2                |

## Kampioenschap standen

#### Rijders
|    | Pos. | Rijder            | Pnt. |
| -- | ---- | ----------------- | ---- |
| 1  | 1    | Sébastien Loeb    | 26   |
| 1  | 2    | Marcus Grönholm   | 21   |
| 2  | 3    | Manfred Stohl     | 11   |
| 12 | 4    | Petter Solberg    | 8    |
| 1  | 5    | Toni Gardemeister | 6    |

#### Constructeurs
|   | Pos. | Constructeur               | Pnt. |
| - | ---- | -------------------------- | ---- |
| 1 | 1    | Kronos Total Citroën WRT   | 34   |
| 1 | 2    | BP Ford World Rally Team   | 26   |
| = | 3    | OMV Peugeot Norway         | 21   |
| = | 4    | Subaru World Rally Team    | 20   |
| = | 5    | Stobart VK Ford Rally Team | 9    |

- Noot: Enkel de top 5-posities worden in beide standen weergegeven.